# Старая английская бойцовая
Старая английская бойцовая (англ. Old English Game) — британская порода домашних кур. Вероятно, изначально её разводили для петушиных боев. Существует два типа породы: Карлайская и Оксфордская; обе имеют карликовые разновидности.
История выведения породы неизвестна. Старая английская бойцовая имеет около двадцати окрасов. Двадцать восемь признаны Американской ассоциацией птицеводов, в то время как Entente Européenne d'Aviculture et de Cuniculture считает, что их более 33. В Великобритании тринадцать цветов признаются для типа Карлайлской и тридцать для типа Оксфордской. Куры могут нести около сорока маленьких яиц в год. Самцы Карлайского типа весят до 2,94 кг, оксфордские до 1,8-2,5 кг. Карликовая разновидность имеет массу в 620—740 г. Куры карлайской разновидности весят до 2,50 кг, оксфордские до 0,9-1,36 кг; карликовые самки могут весить до 510—620 г. Ассоциация пород в 2002 году оценила популяцию породы как «безопасную», а Продовольственная и сельскохозяйственная организация ООН в 2007 году считала старых английских бойцовых как «не подверженная риску».